# Faca por gravidade
A faca por gravidade é uma faca com uma lâmina contida em seu cabo, e que abre sua lâmina pela força da gravidade.

## Visão geral e utilização
Como a faca por gravidade requer gravidade ou movimento giratório para impulsionar a lâmina para fora do cabo, ela difere fundamentalmente do canivete, que abre sua lâmina com propulsão por mola automaticamente ao pressionar um botão, interruptor ou alavanca de fulcro. O objetivo principal deste método de abertura é permitir que a abertura e o fechamento sejam feitos com uma mão, em situações em que a outra mão está ocupada. Conseqüentemente, historicamente, eles foram emitidos para pára-quedistas para cortar linhas presas, como linhas emaranhadas em árvores, um uso potencial importante da faca por gravidade.

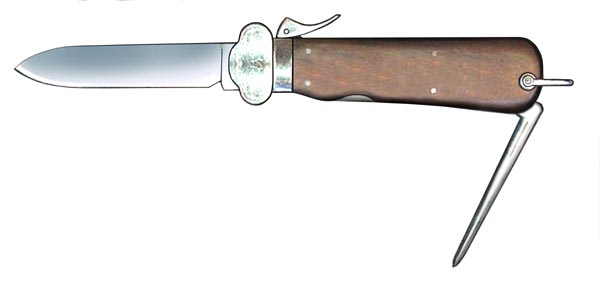
A faca por gravidade "Fallschirmjäger-Messer"
usada por paraquedistas da Luftwaffe.

A faca por gravidade usa um botão, gatilho ou alavanca de fulcro para liberar a lâmina das posições aberta e fechada e pode usar uma lâmina dobrável para o lado ou telescópica (frontal ou OTF). Enquanto a maioria das facas por gravidade militares utilizam um desenho de lâmina de travamento, outros tipos podem não travar mecanicamente na abertura, mas dependem do atrito para empurrar a seção traseira da lâmina contra o interior do cabo. As facas por gravidade feitas de fábrica têm vários tipos de botões, gatilhos e alavancas de ponto de apoio, que geralmente são usados para liberar a lâmina tanto da posição aberta quanto fechada.